# Tuberculina
La tuberculina és una combinació de proteïnes purificades que es fan servir en al diagnosi de la tuberculosi. Aquest ús s'anomena test en la pell de la tuberculina i es recomana només per a aquelles persones en risc alt. Es fa una injecció dins la pell. Després de 48 a 72 hores si hi ha més de cinc a deu mil·límetres d'inflamació es considera que el test ha estat positiu.
Els efectes secundaris comuns inclouen enrogiment, picor i dolor al lloc de la injecció.Ocasionalment pot haver-hi reaccions al·lèrgiques. El test pot donar fals positiu en els vacunats amb BCG o haver estat infectats per altres tipus de micobacteris. Aquest test pot ser fals negatiu dins de les 10 setmanes de la infecció, en els menors de 6 mesos i en els que han estat infectats molts anys. El seu ús és segur en l'embaràs. La tuberculina es fa d'un extracte del Mycobacterium tuberculosis.
La tuberculina va ser descoberta l'any 1890 per Robert Koch.